# Латремуй, Шарль-Бретань-Мари-Жозеф де
Шарль-Бретань-Мари-Жозеф де Латремуй (фр. Charles-Bretagne-Marie-Joseph de La Trémoille; 24 марта 1764, Париж — 9 ноября 1839, там же), герцог де Туар — французский государственный и военный деятель.

## Биография
Сын Жана-Бретани-Шарля де Латремуя, герцога де Туар, и Марии Максимилианы цу Зальм-Кирбург.
Поступил на службу корнетом в полк Иль-де-Франса (1778). Полковник (1787).
В 1792 году наследовал отцу как герцог де Туар и граф де Лаваль.
Эмигрировал со своей семьей. Вместе с дядей, князем цу Зальмом, собрал эмигрантский отряд гусар Зальма, которым командовал в кампанию 1792 года. В следующем году перешел на австрийскую службу, а в 1794 году на неаполитанскую, как полковник генерального штаба и адъютант короля.
В 1794—1797 годах воевал в Ломбардии против французов, отметился в битве на мосту Лоди. В 1798 году командовал бригадой в войсках генерала Мака, затем вышел в отставку и собирался присоединиться к Луи де Фротте в Нормандии, но окончательное замирение Вандеи стало препятствием для его планов.
Жил, как частное лицо, на генерал-лейтенантский пенсион, положенный ему родственником великим герцогом Баденским, армией которого Латремуй некоторое время командовал.
При Реставрации стал лагерным маршалом и рыцарем ордена Святого Людовика, 4 июня 1814 назначен пэром Франции. Твердо поддерживал законную монархию; его имя отсутствует в списке голосовавших на процессе маршала Нея. Генерал-лейтенант (18.07.1821).
14 мая 1826 был пожалован в рыцари орденов короля. Цепь ордена Святого Духа получил 3 июня 1827.
В июле 1830 отправился к Карлу X в Рамбуйе, чтобы предоставить себя в его распоряжение, но свергнутый монарх заявил, что единственный долг пэра — оставаться на своем посту. Разочарованный герцог поспешил вернуться в Париж и присоединиться к Луи Филиппу, политику которого в дальнейшем поддерживал в Верхней палате.

## Семья
1-я жена (20.07.1781): Луиза-Эмманюэль (июль 1763—3.07.1814), дочь герцога Луи-Гоше де Шатийона и Адриенны-Эмили-Фелисите де Лабом-Леблан
Дочь:
- Каролина (26.10.1788—15.02.1791)

2-я жена (9.06.1817): Мари-Виржини де Сен-Дидье (ум. 16.01.1829), дочь Антуана де Сен-Дидье, лионского буржуа, и Мари Леблан
Дети:
- Шарлотта (8.10.1825—21.12.1879). Муж (6.09.1843): барон Франциск Иоганн ван Вийкерслот ван Ведерстейн (1792—1864), камергер короля Нидерландов, советник короля Франции
- Элеонора (17.01.1827—26.11.1846). Муж (21.03.1844): князь Фридрих V цу Зальм-Кирбург

3-я жена (14.09.1830): графиня Валентина-Эжени-Жозефина Вальш де Серран (7.03.1810—10.09.1887), дочь графа Антуана Вальш де Серрана и Луизы-Шарлотты Риго де Водрёй, внучка арматора из Сен-Мало Франсуа-Жака Вальш де Серрана, наследница замка Серран в Анжу
Дети:
- Мари-Генриетта (1833—1890). Муж: Андре де Гранманж (1832—1896)
- Луи-Шарль де Латремуй (26.10.1838—4.07.1911), герцог де Туар. Жена (2.07.1862): Маргерит-Эгле-Жанна-Каролина Дюшатель (16.12.1840—19.1913), дочь графа Танги Дюшателя, и Эгле-Розали Поле